# Héctor Baley
Héctor Rodolfo Baley (Bahía Blanca, 16 de novembro de 1950) é um ex-futebolista argentino, que jogava na posição de goleiro.

## Carreira

### Clubes
Atuou em diversos clubes de seu país como o Colón, Huracán, Independiente e Estudiantes. Encerrou sua carreira em 1987, no modesto Talleres de Córdoba, aos 36 anos.

## Seleção
Baley é conhecido por ser o mais célebre jogador negro da Seleção Argentina, país de pouquíssima população totalmente negra. Fez parte do elenco campeão mundial de 1978. El Chocolate, como era conhecido, foi reserva de Ubaldo Fillol na campanha vitoriosa da Argentina, vestindo a camisa 3. Integrou também o time que disputou a Copa de 1982, também como reserva de Fillol, utilizando a camisa 2. Pela Albiceleste, foram treze jogos disputados, sempre com poucos minutos jogados como titular, uma vez que Fillol era o titular absoluto da meta argentina.